# Brimnes
60°28′17″N 6°54′32″Ø / 60.47139°N 6.90889°Ø
Brimnes er et lille tidligere færgested i Eidfjord kommune i Vestland fylke i Norge. Stedet ligger på sydsiden af Eidfjorden, som er den inderste del af Hardangerfjorden. Her gik tidligere færge over til Bruravik i Ulvik kommune.  Brimnes ligger ca ti km  fra Eidfjord og 20 km fra Kinsarvik i Ullensvang.